# Abborrtjärnen (Jörns socken, Västerbotten, 723548-169610)
Abborrtjärnen är en sjö i Skellefteå kommun i Västerbotten och ingår i Kågeälvens huvudavrinningsområde.